# Pharodere radiata
Pharodere radiata är en mångfotingart som beskrevs av Loomis 1938. Pharodere radiata ingår i släktet Pharodere och familjen Cambalidae. Inga underarter finns listade i Catalogue of Life.